# Old Dominion Monarchs

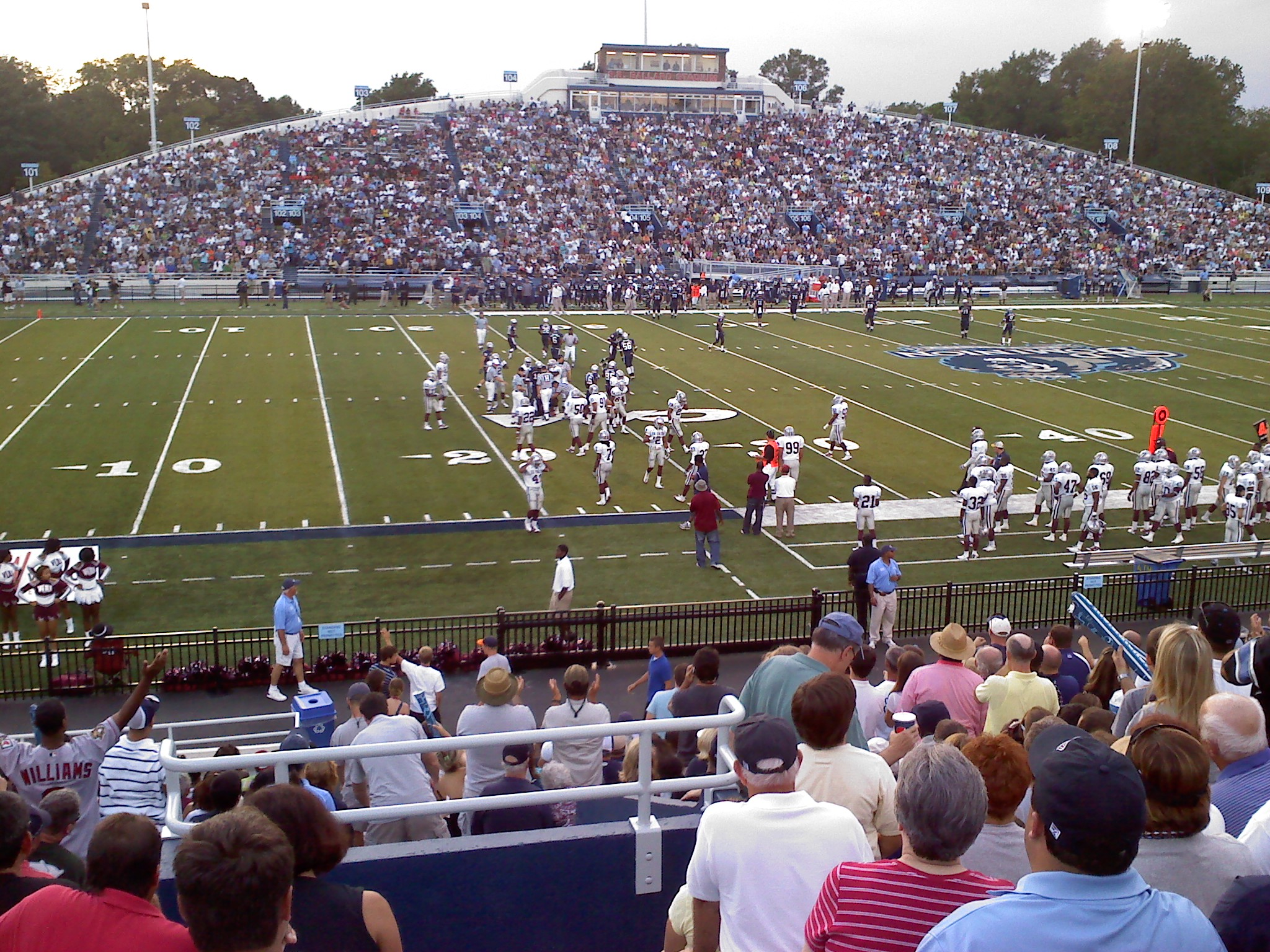
S. B. Ballard Stadium.

Old Dominion Monarchs (español: Monarcas de Old Dominion) es el nombre que reciben los equipos deportivos de la Universidad de Old Dominion, situada en Norfolk, en el estado de Virginia. Los equipos de los Monarchs participan en las competiciones universitarias organizadas por la NCAA, y forman parte de la Sun Belt Conference, de la cual son miembros de pleno derecho desde 2022. Anteriormente pertenecieron a la Conference USA y a la Colonial Athletic Association.

## Apodo y mascota
El apodo de los equipos masculinos es el de Monarchs, mientras que los equipos femeninos son conocidos como Lady Monarchs. La universidad nació en 1930 como una división en Norfolk del College of William & Mary, institución creada por el rey Guillermo III de Inglaterra y la reina María II, que fueron nombrados monarcas adjuntos por el estado de Virginia, territorio entonces conocido como "Old Dominion", donde se ubica la universidad. De ahí el apodo. La mascota se denomina Big Blue, y es un león con una corona sobre su cabeza.

## Programa deportivo
Los Monarchs participan en las siguientes modalidades deportivas:
| - Masculino - Baloncesto - Béisbol - Fútbol americano - Golf - Fútbol - Tenis - Natación | - Femenino - Baloncesto - Voleibol - Lacrosse - Golf - Fútbol - Tenis - Hockey sobre hierba - Remo | - Coeducacional - Vela |

## Baloncesto

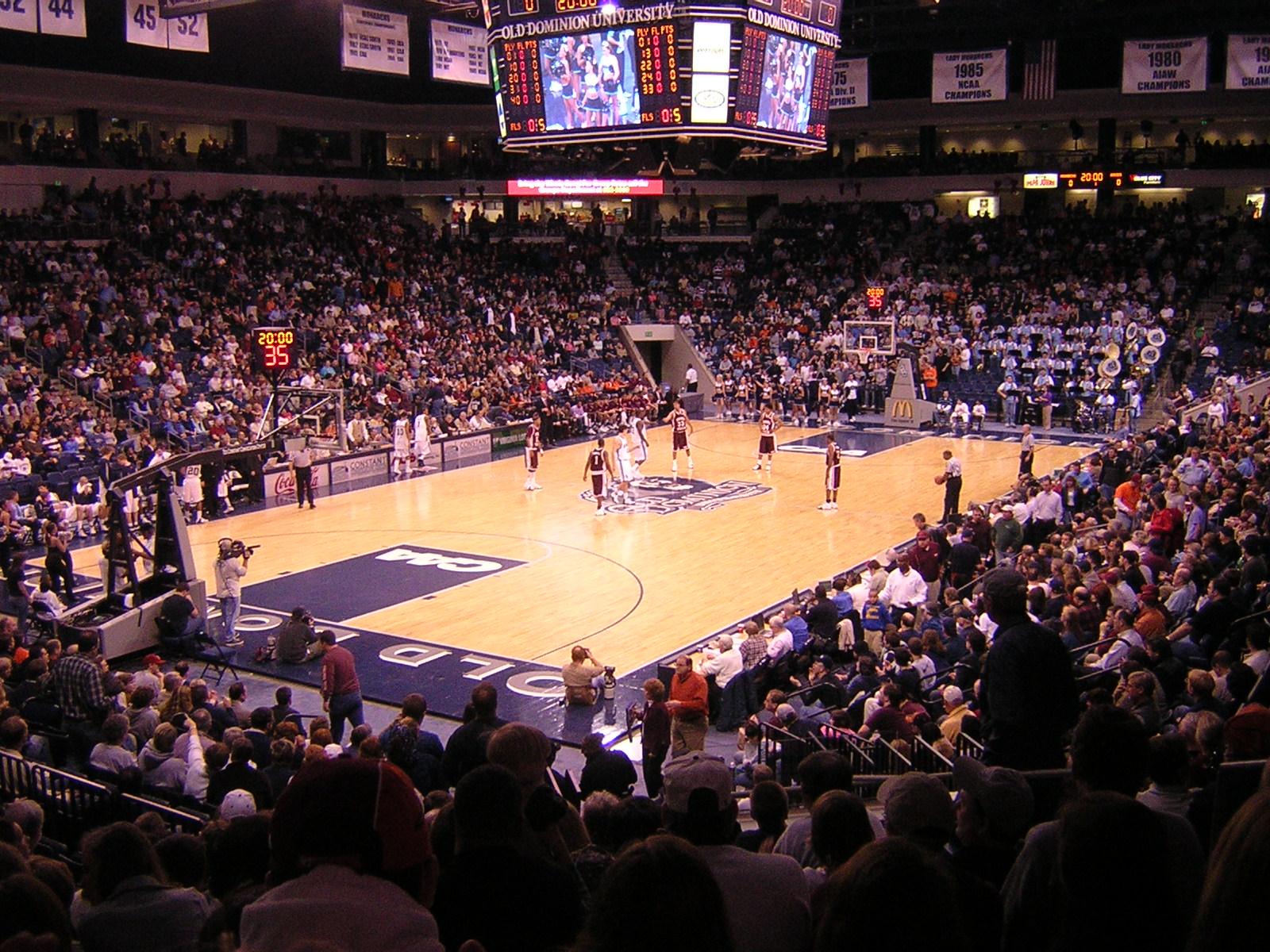
El Chartway Arena, pabellón de los Monarchs.

El equipo masculino de baloncesto de los Monarchs ha conseguido en 8 ocasiones ganar el título de conferencia, 4 en la Sun Belt Conference y otras cuatro en la Colonial Athletic Association. Han disputado en 10 ocasiones el Campeonato de la División I de Baloncesto Masculino de la NCAA, alcanzando la segunda ronda en 3 ocasiones (1986, 1995 y 2010). De esta universidad han salido notables baloncestistas que han pasado por la NBA, entre los que destacan Chris Gatling, Kenny Gattison o Mark West.
Por su parte el equipo femenino es quizás la sección más conocida de la universidad, ya que ganó en tres ocasiones el título nacional, dos de la Association for Intercollegiate Athletics for Women, considerado entre 1972 y 1981 como campeonato nacional, y uno en la NCAA, en 1985. Además, disputó la final en 1997.

### Resultados en el Torneo de la NCAA
Los Monarchs han jugado en 10 ocasiones el torneo de la NCAA, con un balance de 3 victorias y 10 derrotas.
| Año  | Ronda             | Rival              | Resultado/marcador  |
| ---- | ----------------- | ------------------ | ------------------- |
| 1980 | 1ª ronda          | UCLA               | P 87–74             |
| 1982 | 1ª ronda          | Wake Forest        | P 74–57             |
| 1985 | 1ª ronda          | SMU                | P 85–68             |
| 1986 | 1ª ronda 2ª ronda | West Virginia Duke | G 75–64 P 89–61     |
| 1992 | 1ª ronda          | Kentucky           | P 88–69             |
| 1995 | 1ª ronda 2ª ronda | Villanova Tulsa    | G 89–81 3PR P 65–52 |
| 1997 | 1ª ronda          | New Mexico         | P 59–55             |
| 2005 | 1ª ronda          | Michigan State     | P 89–81             |
| 2007 | 1ª ronda          | Butler             | P 57–46             |
| 2010 | 1ª ronda 2ª ronda | Notre Dame Baylor  | G 51–50 P 76–68     |

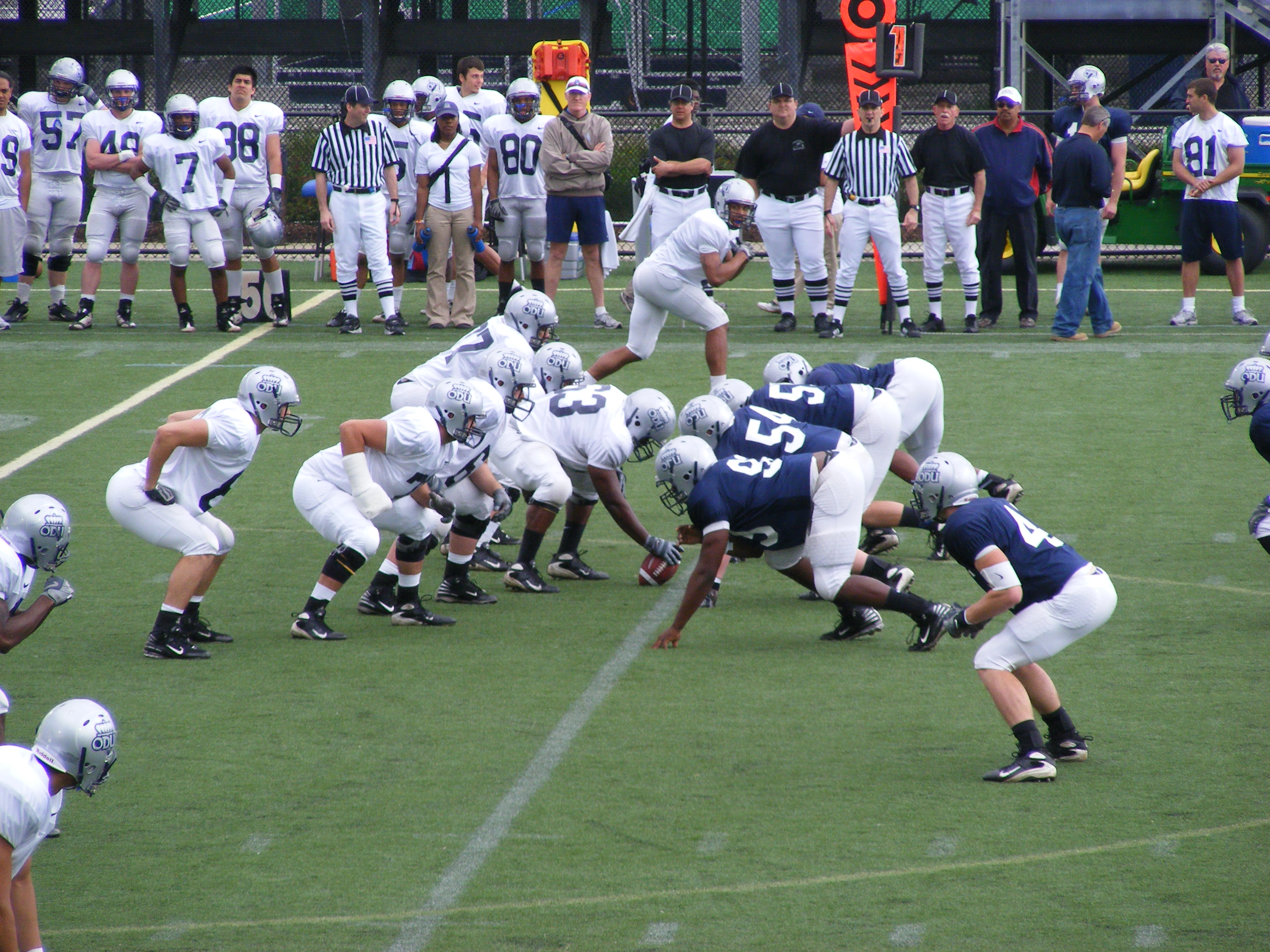
Partido de los Monarchs en 2009.

The Monarchs llegaron en 3 ocasiones a la Final Four de la División II de la NCAA (1971, 1975 y 1976), ganando el título en 1975.

## Fútbol americano
El equipo de fútbol americano se creó en 1930 y disputó 11 temporadas hasta 1941 con un balance de 62 victorias, 19 derrotas y 4 empates. Pero una norma de la competición en la que no permitía jugar a los alumnos de primer año, sumado a una deuda de 10 000 dólares, hicieron que el programa desapareciese.
En junio de 2005 la universidad decidió refundar nuevamente el equipo, siendo aprobada la decisión por 14 votos a favor y ninguno en contra. Los Monarchs regresaron a los estadios en 2009 como equipo independiente, consiguiendo un balance de 9 victorias y 2 derrotas, el mejor debut de un equipo en el país en la era moderna.
A partir de 2011 dejaron de ser independientes para integrarse en la Colonial Athletic Association.

## Vela
El equipo de vela compite en la Inter-Collegiate Sailing Association of North America, al no ser un deporte supervisado por la NCAA. Tiene 15 campeonatos nacionales y dos Trofeos Fowle (1989 y 1990). Entre sus destacados regatistas se encuentra Anna Tunnicliffe.

## Instalaciones deportivas
- Chartway Arena, ubicado dentro del Ted Constant Convocation Center, es el pabellón donde disputan sus partidos los equipos de baloncesto. Tiene una capacidad para 9.520 espectadores, y fue inaugurado en 2002.[7]
- S. B. Ballard Stadium (históricamente Foreman Field) es el estadio donde compite el equipo de fútbol americano. Tiene una capacidad para 19.782 espectadores y fue construido en 1936, pero desde entonces ha sufrido varias remodelaciones. Tiene 26 suites de lujo y 390 asientos de palco divididos en 100 zonas acotadas.[8]